# Леотта, Розита
Розита Леотта (нем. Rosita Leotta; род. 18 января 1989, Джарре, Италия) — немецкая мототриалистка, бронзовый призёр Чемпионата мира по мототриалу среди женщин (2004, 2005), 5-кратная чемпионка Германии (2003, 2008-2011), 2-кратная победительница «Триала Наций» в составе команды Германии.

## Спортивная карьера
Розита Леотта родилась в итальянской коммуне Джарре на Сицилии в 1989 году. Несколько позже её семья переехала в Гросхойбах (Бавария). В 1995 году отец купил ей и сестре маленький мотоцикл Yamaha PW50; в то время как сестра не очень увлеклась подарком, для Розиты мотоцикл стал страстью.
Её первым триальным мотоциклом стал Yamaha TY80, принадлежавший триальному клубу, куда её записал отец. В 1998 году она приняла участие в первом триале-соревновании в городке Баушхайм (Гессен). Двумя годами позже, в 2000-м, она стартовала в первом Чемпионате Европы для женщин в младшем классе, а в 2003-м перешла во взрослую категорию. В том же году Леотта стала членом национальной сборной Германии и вместе с ней выиграла «Триал Наций» (командный Кубок мира). 
Начало выступлений Леотты на Чемпионате мира среди женщины было многообещающим. После дебюта в 2003 году она дважды, в 2004-м и 2005-м, становилась бронзовым призёром серии. Тем не менее, это оказалось её максимумом: за всё время выступлений она всего один раз поднялась на подиум, оставаясь в рядах «середнячков». Оба попадания в призёры были обусловлены скорее стабильностью выступлений, чем их яркостью.
После того, как Ирис Крамер завершила в 2009 году карьеру, именно Леотта рассматривалась как лидер немецкой команды. Но в 2011 году и она повесила шлем на гвозь, поскольку выступления для неё были развлечением, а не способом заработка, и нужно было строить дальнейшую жизнь.
В 2018 году Леотта кратковременно вернулась в соревнования, выступив на британском этапе Молодёжного чемпионата мира среди женщин (Women2) и заняв там 2-е место. На тот момент она обучалась в полицейской академии и планировала совмещать работу с выступлениями, но полученная в октябре спортивная травма (как ни странно, первая в жизни) вынудила Леотту окончательно завершить карьеру. 

## Результаты выступлений в Чемпионате мира по мототриалу среди женщин
| Год  | Мотоцикл         | 1      | 2      | 3      | Место | Очки    |
| ---- | ---------------- | ------ | ------ | ------ | ----- | ------- |
| 2003 | Beta             | RSM 11 |        |        | 11    | 5       |
| 2004 | Gas Gas          | ESP1 4 | ESP2 4 |        | 3     | 26      |
| 2005 | Gas Gas          | ITA1 3 | ITA2 6 |        | 3     | 25      |
| 2006 | Beta             | AND 7  | BEL 5  | FRA 6  | 6     | 21 (30) |
| 2007 | Beta             | CZE 5  | GBR 8  |        | 6     | 19      |
| 2008 | Gas Gas          | LUX 7  | ESP 7  | AND 14 | 7     | 18 (20) |
| 2009 | Gas Gas          | AND 5  | FRA 6  | ITA 4  | 5     | 24 (34) |
| 2010 | Gas Gas          | FRA 5  | CZE 7  | POL 5  | 6     | 22 (31) |
| 2011 | Sherco / Gas Gas | GER 6  | CZE 4  | ITA 8  | 6     | 23 (31) |

## Результаты выступлений в Чемпионате Европы по мототриалу среди женщин
| Год  | Мотоцикл       | 1      | 2     | 3      | Место | Очки |
| ---- | -------------- | ------ | ----- | ------ | ----- | ---- |
| 2004 | Beta           | FRA 16 | ITA 8 | RSM 15 | 14    | 9    |
| 2004 | Beta / Gas Gas | FRA 4  | GBR 8 | ESP 6  | 6     | 31   |
| 2005 | Gas Gas        | ITA1 7 | NOR 5 | ITA2 6 | 6     | 30   |
| 2006 | Gas Gas / Beta | FRA 4  | ITA 6 | ESP 10 | 6     | 29   |
| 2007 | Beta           | ESP 4  | ITA 5 | NOR 4  | 4     | 37   |
| 2008 | Gas Gas        | FRA 5  | ITA 8 | CZE 6  | 6     | 29   |
| 2009 | Gas Gas        | POL 4  | ITA 4 | CZE 4  | 4     | 39   |